# Brawl Stars
«Brawl Stars» — відеогра для мобільних пристроїв. Для платформ Android та iOS жанру МОВА, розроблена для гравців віком від 3 до 60 років та випущена компанією «Supercell». Глобальний реліз відбувся 12 грудня 2018 року.

## Ігровий процес
У «Brawl Stars» рейтинг гравців складається з кількості трофеїв у кожного гравця в рейтингу, з яких складається загальний рейтинг гравця (як у «Clash of Clans», «Boom Beach» і «Clash Royale»), а сам ігровий процес нагадує одну зі старих ігор компанії «Supercell» — «Battle Buddies». Має багато подібного з «Clash Royale». У грі 87 персонажів, під час бою їх змінювати неможливо. Бравлер Шеллі надається на самому початку ігроладу, тоді як інших можна отримати на дорозі до слави або зі старр дропів (раніше деяких персонажів можна було отримати при досягненні певної кількості трофеїв). У грі присутні клуби, а також можна створювати кімнати разом з друзями, де можна поспілкуватися та пограти.

### Режими гри
Наразі у грі є 16 режимів. 3 них доступні щодня: Захоплення кристалів, Зіткнення (можна грати як наодинці (соло), так і з напарником (дуо)), і Бравлбол. Також у грі є режими, які можуть використовуватися протягом 24 годин, після яких, йдуть інші режими, які також використовуються протягом 24 годин. Згодом, все повертається до початку і коло режимів починається знову. 
(Зачищення, Пограбування, Нагорода за захоплення, Гаряча зона й Нокаут). А ще три режими доступні щотижня (два дні на гру, та п'ять днів на очікування). Це Роборубка, Велика гра та Бій з босом. В грудні 2023 року також був доданий новий режим під назвою 5v5.
Зіткнення (соло або дуо) — потрібно на арені вбивати гравців і залишитись в живих якомога довше.
Захоплення кристалів — команда повинна битись з іншою, тим часом накопичуючи десять кристалів. Після того починається відлік в 15 секунд. Але якщо основний час на гру виходить, то перемагає команда, у якої найбільше кристалів.
Бравлбол — так само команда б'ється з іншою, і намагається забити м'яч у ворота противника. Видається 150 секунд, аби забити гол два рази, але якщо після закінчення відліку у команд однакові рахунки, то видається ще одна хвилина, при чому уся конструкція на мапі руйнується.
Гаряча зона — команди атакують одну одної, і намагаються зайняти кільце, щоб перемогти. Гра триває, допоки одна команда не займе усю потрібну територію.
Пограбування — команди повинні атакувати сейфи суперника до кінця. Перемагає та команда, котра розбила сейф першою, або набагато сильно зруйнувала, аніж команда суперника за час гри.
Нокаут — режим, де три гравці в команді обирають бравлера і атакують команду суперника, доки хтось один живий не залишиться. Гра триває до двох перемог в трьох раундах.
Нагорода за захоплення — режим, де так само гравці в команді обирають бравлера і змагаються з іншими, але потрібно набрати 20 зірок, або більше, ніж у суперника, коли вийде час. В грі є синя зірка, яка забезпечить команду перемогою у разі нічиї. За кожне вбивство на рахунок вашої команди нараховується дві зірки, а ціна за вашу голову підніметься на зірку.
Втеча з трофеями — режим нагадує Зіткнення, але в ньому потрібно вбивати роботів, або гравців, аби отримати трофеї. Щоб перемогти, треба за допомогою телепорту покинути арену, маючи хоча б один трофей, або залишитись один єдиний. Вам нарахується стільки трофеїв, скільки ви їх назбирали протягом гри.
Баскетбій — режим, що нагадує Бравлбол, тільки в даному режимі гравці грають в баскетбол, задача — заробити п'ять балів до кінця часу. Якщо м'яч закинути у ворожу зону захисту, то команда заробляє два бали, якщо поза межею — три бали. Режим ускладнений пересуванням кошиків вліво-вправо.
Режим 5v5 — інтегрований режим, в якому в команді знаходяться не три гравці, а п'ять. Часто він обирає захоплення кристалів, або нагороду за схоплення, де наразі ціль становить не десять, а 20. Також у квітні 2024 року додали режим Нокаут 5v5 з модифікатором, який покращує персонажа гравця, якщо в команді помирає один напарник.
Ранговий бій — професійний режим, де гра відбувається за три раунди і випадковий режим, локацію. Кожна сторона на початку забороняє бравлерів, які добре граються на певній карті, режимі, а потім обирає їх із дозволених. Далі гра триває за три раунди, враховуючи нічиї. В Ранговому бою можна кидати скарги на гравців, які погано грають, підставили команду, уступили бій або використовували заборонене програмне забезпечення під час бою.
До першого діамантового рангу гравці можуть просто обрати бравлера, і гра триває лише одним раундом. Щоб пройти далі, треба мати щонайменше 12 бравлерів з дев'ятою силою.
Новий ранг дає PPXP, які піднімають рівень у ранговому пропуску де можна отримати зірки та геми. Один пропуск триває понад 4 місяці.
Вищий ранг дає окрім PPXP дає рамку з ефектами для оформлення бойової карти гравця.

## Чемпіонат Brawl Stars
Кожного місяця гравці «Brawl Stars» мають змогу зіграти у випробування чемпіонату «Brawl Stars», — змагання, у якому потрібно виграти 15 разів. Після кожної перемоги гравець отримує один старр дроп. Програти можна лише чотири рази. При отриманні 15-ї перемоги, в профілі гравця відкривається меню «Кіберспорт».

## Режими, які видалили з гри
Силова ліга — режим, що додали у 2021 році для гравців з гарними навичками гри. Режим підбирав випадковим чином режим 3v3 і локацію, трьох суперників і двох напарників. Кожна сторона забороняла обирати трьох персонажів для гри. Після обрання персонажу ви можете змінити ґаджет, спорядження або пасивку, які б допомогли у бою. Завданням гравця була перемога разом з командою за два раунди, це рахувалось за перемогу, і вам давали 75—150 спеціальних очок, за 500 таких яких ви переходили у наступний етап і гравцю давали 125 блінґів. Також за перемогу в 60 раундах давали можливість купити унікальний епічний скін колекції сезону (25 старр поінтів або 5000 ґлінґів). Цей режим був видалений у березні 2024 року, його замінив Ранговий бій.
Засідка — режим, де потрібно було збирати болти для покращення робота, який буде руйнувати гармату ворога. Даний режим було видалено 2021 року.
Волейбол — це мінігра, у якій треба було забити м'яч у ворожі ворота. Щоб забити м'яч потрібно щоб вороги не стояли на колі.
Самотня зірка — мінігра, яка нагадувала режим Зіткнення, але з кожного вбитого ворога давали дві зірки.
Зіткнення+ — режим, доданий 2021 року, який нагадував режим зіткнення, але за одне вбивство давали додатково один трофей, а невдовзі почали два.
Мисливці — режим, доданий 2022 року, який поєднував такі режими, як Зіткнення (за системою отримання трофеїв і гравців) і Зачищення. Завданням було зробити шість вбивств першим, аби зайняти перше місце. Як і в Зіткненні, зайняття з першого по четверте місця рахуються за перемогу.
Розгром суперсіті — режим, доданий літом 2020 року. Даний режим нагадував Бій з босом, але замість робота був динозавр, якого потрібно знищити, допоки він не зруйнував місто вщент.
Ґодзілла — режим, трохи нагадував Розгром суперсіті, але там змагаються дві команди по три гравці, і кожна має свою ґодзіллу. Потрібно було першим руйнувати або атакою бравлерів, або керуванням ґодзілли, будинки сторони суперника. Один будинок рахувався за один відсоток, загалом їх було 100. Цей режим мав постійний (сезонний) модифікатор «Мутація», який додавався для 40 з 78 бравлерів. 
Останній рубіж — режим, доданий 2021 року, але не мав значного успіху. Мета режиму полягала в захисті 8-біта від роботів, які будуть його атакувати, і збирання монет, аби він був увімкнений.
Завантаження — режим, де необхідно рухати вагонетки, стоячи біля них в зоні. Зона блокувалася, коли суперник стоїть на ній. Мета режиму була довести вагонетку до місця призначення.
Пейнтбол — режим, доданий 2024 року. Мета — рухати м'яч з фарбою, котра буде розмальовувати вашим кольором або кольором суперника арену до 100 %. 
Естафета — режим, доданий 2024 року. Він нічим не відрізняється від соло зіткнення, але за кожним вашим вбивством у вас змінювався бравлер на наступний по списку, який оновлювався щоденно. За режим давали жетон, який був необхідний для відкриття Мегаскриньки.
Дзеркало — режим, який підбирав випадковий режим 3v3, і бравлера, за котрого будуть грати всі в матчі.
Естафета і Дзеркало мали обмеження лише у 21 бравлера, починаючи з Шеллі і закінчуючи Леоном, а також ці Бравлери мали лише дев'яту силу і перший старр павер.

### Ігрова валюта

Ігровий режим Захоплення кристалів

Колишнє меню гри «Brawl Stars»

Меню гри «Brawl Stars» станом на 17 серпня 2021 року

- Монети — потрібні для придбання очок сили, зоряних сил, ґаджетів, гіперзарядів і покращення персонажів, також можна придбати срібні й золоті скіни[16];
- Кристали — їх можна отримати за проходження певних етапів сезонів «Brawl Pass»[17] або купити в магазині за реальну валюту[18]. Потрібні для покупки скінів, монет і додаткових шансів у випробуваннях;
- Блінґи — валюта, що використовується для купівлі скінів, емодзі, спреїв та іконок профілів. Блінґи можна отримати в кінці кожного сезону трофейної ліги, за кожні п'ять досягнутих рангів (починаючи з десятого), отримати їх у рангових старр дропах (по 100, 130, 250, 500, 1000 блінґів), у преміальних «Brawl Pass», «Brawl Pass+», у квестах і випробуваннях. Також за блінґи можна придбати різні скіни, спреї та емодзі в каталозі;
- Кредити та Хромокредити — одні з ігрових валют, які були додані в грудні 2022 року. Кредити використовуються для розблокування бравлерів на дорозі старр, а хромокредити — для розблокування бійців з хроматичною рідкістю. Кредити та хромокредити можна отримати за допомогою старр дропів або «Brawl Pass». Хромокредити були видалені в грудні 2023 року, разом з хроматичною рідкістю. Усім персонажам, які мали таку рідкість, видали епічну, міфічну, легендарну рідкості;
- Старр поінти — валюта за яку можна купувати скіни і скриньки. Цю валюту можна було отримувати в кінці кожної трофейної ліги, але при цьому втрачались трофеї. На заміну прийшли блінґи.

### Скрині
Скрині — один із способів отримати ігрову валюту та персонажів. Скрині можна було отримати через дорогу слави, через «Brawl Pass» та, іноді, як подарунки в магазині предметів. Проте, з часом розробники «Brawl Stars» вирішили змінити цю систему, щоб зробити гру більш захопливою та справедливою для всіх гравців. В одному з оновлень було вирішено повністю прибрати скрині з гри. 
Старр дропи — заміна скриням. Були додані в червні 2023 року. Сама функція старр дропів не відрізняється від функції скринь — гравець може отримати монети, блінґи, нарахування сили для бравлера та скіни для них. Враховуючи факт, що один старр дроп буде видавати лише один тип нагороди, а кількість певної валюти, яка вам випаде, залежить від рідкості старр дропа, їх можна отримати такими способами: 
1. здобути вісім перемог у будь-яких режимах, аби отримати три старр дропи (вони видаються за першу, четверту і восьму перемоги);
2. отримати в магазині за спеціальними пропозиціями;
3. зіграти 15 раундів з перемогою у турнірі «Brawl Stars», де за кожен раунд видаватимуть один старр дроп;
4. отримати безкоштовно в магазині завдяки досягнутим відміткам світових подій з різними завданнями;
5. отримати від трьох до 23 старр дропів при досягненні певного етапу мегасвинки. За проходження фінального етапу дають 20 старр дропів, і ще додаткові один — три, якщо ви посіли з першого по третє місце в кількості перемог;
6. отримати один старр дроп за кожен переможений раунд у спеціальних подіях сезону, головним призом якої можна отримати екслюзивний пін, спрей, бравлера чи іншу нагороду.

### Мегасвинка
Мегасвинка — особлива подія для клуба, в якому можуть взяти участь усі учасники клану. Ігролад мегасвинки дуже схожий на ігролад силової ліги. Щоб узяти участь у події та почати бій, вам потрібно потратити один квиток (всього за період мегасвинки їх дається 15). У режимі присутні нові модифікатори, такі як «Безкінечний супер», «Льодовиковий період» та «Токсична арена». Кожен сезон мегасвинки триває три дні. Після закінчення події, ви отримуєте блінґи, монети, нарахування сили для бійця та старр дропи. Якщо ви зробили найбільшу кількість перемог серед усіх учасників клубу, кількість старр дропів збільшиться. мегасвинка триває кожен раз три доби, а потім чекати 25—31 день до повернення. 

### Каталог
Каталог — склад усіх скінів, емодзі та спреїв. Каталог розміщений в магазині предметів. Він був створений з ціллю відсортувати усі предмети в конкретні тематики, щоб гравцям було легше знаходити ту чи іншу косметику. Каталог містить в собі:
- скіни, відсортовані за рідкістю;
- емодзі, відсортовані за рідкістю;
- тематики для скінів, спреїв, емодзі;
- конкретний відділ для кожного бравлера в грі, в якому міститься вся косметика героя.

Деякі скіни «Brawl Pass» були назавжди ексклюзивними, тобто неможливими до покупки після кінця сезону. До цього прикладу можна віднести «Паладіна Меха-Вольта» чи «Малефісенту Колетт». Після початку 11 сезону усі скіни «Brawl Pass» були ексклюзивними лише на рік, тобто через рік після закінчення «Brawl Pass» ці скіни з'являлися в каталозі і їх можна було придбати.
Також є інші скіни з колекцій сезонів, які можна купити за тою самою ціною, що раніше, з доступом лише по декілька днів раз на рік. Так траплялося по три — чотири роки, а потім вони назавжди відходили в архів, і тому були дуже рідкісними. Часто на них виходять перемальовки.

## Персонажі
| Назва                     | Тип       | Атака                          | Супер1                  | Зіркова сила2                            | Ґаджет3                                  | Рідкісність         |
| ------------------------- | --------- | ------------------------------ | ----------------------- | ---------------------------------------- | ---------------------------------------- | ------------------- |
| Шеллі                     | Шкода     | Постріл із дробовика           | Суперобстріл            | Контузія, Аптечка                        | Перемотка, Стрілянина по тарілках        | Початковий персонаж |
| Ніта                      | Шкода     | Розрив                         | Ведместрах              | Ведмежа послуга, Ведмідь-хитун           | Ведмежі лапи, Штучне хутро               | Рідкісний           |
| Кольт                     | Шкода     | Шість пострілів                | Шторм із куль           | Модні черевики, Маґнум                   | Прилад для перезарядки, Срібна куля      | Рідкісний           |
| Булл                      | Танк      | Двостволка                     | Бульдозер               | Берсерк, Міцний хлопець                  | Соковитий стейк, Стопор                  | Рідкісний           |
| Джессі                    | Контроль  | Шокова снайперка               | Скраппі!                | Підзарядка, Масовий шок                  | Свічка запалювання, Пружина              | Суперрідкісний      |
| Брок                      | Стрілець  | Рокракета                      | Ракетний дощ            | Більше ракет!, Ракета № 4                | Реактивні кросівки, Ракетне паливо       | Рідкісний           |
| Дайнамайк                 | Артилерія | Два динаміти!                  | Великий ба-бах!         | Дино-стрибок, Демонтаж                   | Спінер, Важкий ранець                    | Суперрідкісний      |
| Бо                        | Контроль  | Орлине око                     | Полювання на лисиць     | Летючий орел, Ведмежий капкан            | Супертотем, Розтяжка                     | Епічний             |
| Тік                       | Артилерія | Мініміни                       | Шибайголова             | Як по маслу, Автоматика                  | Міноманія, Останнє ура                   | Суперрідкісний      |
| 8-біт                     | Шкода     | Променевий бластер             | Підсилювач шкоди        | Підсилений підсилювач, Дротове з'єднання | Чит-картридж, Бонусні окуляри            | Суперрідкісний      |
| Емз                       | Контроль  | Спрей                          | Палка харизма           | Погана карма, Гайп                       | Френдзона, Кислотний лак                 | Епічний             |
| Сту                       | Убивця    | Спецефекти                     | Азотний прискорювач     | Без гальм, Ковток бензину                | Автодром, Прорив                         | Епічний             |
| Ель Прімо                 | Танк      | Удари гніву                    | Могутній летючий лікоть | Ель фуего, Швидкість метеорита           | Протеїновий коктейль, Пояс астероїдів    | Рідкісний           |
| Барлі (у минулому Барлей) | Артилерія | Нерозведена суміш              | Останнє замовлення      | Медикамент, Небезпечно для здоров'я      | Липкий сироп, Лікувальна настоянка       | Рідкісний           |
| Поко                      | Підтримка | Акорди сили                    | На Біс!                 | Да-капо!, Сольний номер                  | Камертон, Катарсис                       | Рідкісний           |
| Роза                      | Танк      | Кам'яні руки                   | Сила природи            | Відпочинок на природі, Їжакові рукавиці  | Фітолампа, Отруйні хащі                  | Рідкісний           |
| Ріко                      | Шкода     | Кулі-рикошети                  | Великий рикошет         | Супервідскок, Відступ машин              | Мультикульова граната, Надувний замок    | Суперрідкісний      |
| Деріл                     | Танк      | Двома по два рази              | Шалена бочка            | Залізні обручі, Перезарядка на ходу      | Поворотний прилад, Бочка зі смолою       | Суперрідкісний      |
| Пенні                     | Контроль  | Мушкетон                       | Старий пройдисвіт       | Повні скрині, Мегабластер                | Бочка солі, Підзорна труба               | Суперрідкісний      |
| Карл                      | Шкода     | Кайло                          | Дзиґа                   | Посилений кидок, Захисний пірует         | Клапан скидання, Летючий гак             | Суперрідкісний      |
| Джекі                     | Танк      | Ямобур                         | Копати-колотити         | Контрподрібнювач, Захисний шолом         | Пневмопідсилювач, Перебудова             | Суперрідкісний      |
| Пайпер                    | Стрілець  | Заряджена парасоля             | Політ на парасолі       | Засідка, Кешбек                          | Автоматичний приціл, Домашній рецепт     | Епічний             |
| Пем                       | Підтримка | Гаєчний шторм                  | Мамин поцілунок         | Мамина турбота, Мамині обійми            | Імпульсний модулятор, Пилосос            | Епічний             |
| Френк                     | Танк      | Удар молотом                   | Приголомшливий удар     | Викрадач сили, Губка                     | Шумоподавлювач, Непереборне тяжіння      | Епічний             |
| Бібі                      | Танк      | Три страйки                    | Жуйка                   | Хоум-ран, Повна готовність               | Вітамінка, Надлипкість                   | Епічний             |
| Бі                        | Стрілець  | Довге жало                     | Металеве гніздо         | Миттєва перезарядка, Соти                | Медова патока, Потривожений вулик        | Епічний             |
| Нані                      | Стрілець  | Тригонометрія                  | Ручне керування         | Автофокус, Загартована сталь             | Вибухове тяжіння, Повернути відправнику  | Епічний             |
| Едґар                     | Убивця    | Бійцівський клуб               | Стрибок                 | Жорстке приземлення, Кулачний бій        | Полетіли!, Міцний горішок                | Епічний             |
| Ґріф                      | Контроль  | Кидок монети                   | Кешбек                  | Здачу залиш собі!, Ділова хватка         | Скарбничка                               | Епічний             |
| Ґром                      | Артилерія | Розривна рація                 | Громова бомба           | Обхід, Ікс-фактор                        | Сторожова вежа, Перевірка радіозв'язку   | Епічний             |
| Бонні                     | Стрілець  | Молочний зуб, Туз у рукаві     | Гарматне ядро, Клайд    | Чорний порох, Зуб мудрості               | Швидкі вуглеводи, Краш-тест              | Епічний             |
| Мортіс                    | Убивця    | Помах лопатою                  | Життєдайна кров         | Страшна жатва, Скручена змія             | Комбо-спінер, Легка лопата               | Міфічний            |
| Тара                      | Шкода     | Три карти таро                 | Гравітація              | Чорний портал, Магічна тінь              | Кришталева куля, Потойбічна підтримка    | Міфічний            |
| Джин                      | Контроль  | Димова атака                   | Магічна рука            | Магічний туман, Чарівний копняк          | Розбита лампа, Мстивий дух               | Міфічний            |
| Макс                      | Підтримка | Прискорений бластер            | Уперед!                 | Суперзарядка, Біжи та стріляй            | Фазорегулятор, Кросівки з сюрпризом      | Міфічний            |
| Містер «Пі»               | Контроль  | Ваша валізка!                  | Служба доставки!        | Обережно!, Турнікет                      | Дзвінок, Додатковий носій                | Міфічний            |
| Спраут                    | Артилерія | Зернобомба                     | Відгородження           | Суперріст, Фотосинтез                    | Ландшафтний дизайн, Пересадка            | Міфічний            |
| Байрон                    | Підтримка | Індивідуальна доза             | Системний підхід        | Легке нездужання, Ін'єкція               | Самопоміч, Ревакцинація                  | Міфічний            |
| Сквік                     | Контроль  | Липкий комок                   | Великий комок           | Ланцюгова реакція, Надлипкість           | З розмаху, Опад                          | Міфічний            |
| Спайк                     | Шкода     | Колюча граната                 | Приколов!               | Добриво, Кручена подача                  | Голочниця, Кактус життя                  | Легендарний         |
| Ворон                     | Убивця    | Леза                           | Наліт                   | Смертельна отрута, Стерв'ятник           | Підсилювач захисту, Токсини сповільнення | Легендарний         |
| Леон                      | Убивця    | Метальні зірки                 | Димова бомба            | Слід диму, Таємні ліки                   | Клонування, Впав льодяник                | Легендарний         |
| Сенді                     | Контроль  | Гравій                         | Піщана буря             | Шкідливий пісок, Вітер зцілення          | Снодійне, Добраніч                       | Легендарний         |
| Амбер                     | Контроль  | Дихання дракона                | Гори-гори ясно!         | Дике полум'я, Заправка                   | Лава, Стрибуче полум'я                   | Легендарний         |
| Меґ                       | Танк      | Бачу ціль, Стримування натовпу | Мегамашина, Сила сталі  | Силове поле, Важкий метал                | Джерело живлення, Скриня з інструментами | Легендарний         |
| Ґейл                      | Контроль  | Полярний вихор                 | Штормовий вітер         | Шалений порив, Крижаний сніг             | Пружиномет, Вихор                        | Епічний             |
| Сурдж                     | Шкода     | Сильна енергетика              | Коронний номер          | По максимуму!, Заморозка                 | Стрибок напруги, Силовий щит             | Легендарний         |
| Колетт                    | Шкода     | Податок на здоров'я            | Боржок                  | Відкат, Масові побори                    | Н-на, Є контакт                          | Епічний             |
| Лу                        | Контроль  | Застуда                        | Ковзанка                | Прохолодний прийом, Обмороження          | Крижинка, Кріосироп                      | Міфічний            |
| Гавс                      | Підтримка | Лазерна лампа                  | Авіадоставка            | Повітряна перевага, Просування по службі | В укриття!, Підтримка з повітря          | Міфічний            |
| Белль                     | Стрілець  | Шокер                          | Трасування              | Позитивний відгук, Заземлення            | Яйце в гнізді, Зворотна полярність       | Епічний             |
| Баз                       | Убивця    | Відвали, Відчепись             | Кидок торпеди           | Посилена торпеда, Зірке око              | Запасний поплавок, Рентгенівські окуляри | Міфічний            |
| Еш                        | Танк      | Прибирання                     | Помічники               | Перший удар, Страшенно злий              | Заспокійливе, Гнилий банан               | Епічний             |
| Лола                      | Шкода     | Око-алмаз                      | Мегаломанія             | Імпровізація, Повітряний поцілунок       | Стоп-кадр, Дублерка                      | Епічний             |
| Фенг                      | Убивця    | Летюча кросівка                | Спринт                  | Свіжий старт, Щасливі кросівки           | Корн-фу, Удар із розвороту               | Міфічний            |
| Іві                       | Шкода     | Яйцемет                        | Бейбі-бум               | Задом-наперед, Приємний сюрприз          | Час валити!, Материнська любов           | Міфічний            |
| Дженет                    | Стрілець  | Висока нота                    | Крещендо                | Мізансцена, Вокальна розминка            | Потужні баси, Прохід за куліси           | Міфічний            |
| Отіс                      | Контроль  | Чорнило                        | На дні                  | Прилипало, Запасний картридж             | Спляча зірка, Великий хлюп               | Міфічний            |

- 1 — найсильніша здатність бійця;
- 2 — відкривається при досяганні дев'ятого рівня сили персонажа[69];
- 3 — відкривається при досяганні сьомого рівня сили персонажа.[70]

### Скіни
Зовнішній вигляд більшості Бравлерів можна змінити завдяки скінам. Вони доступні для всіх персонажів. Бувають безкоштовні та платні, які можна купити за кристали та блінґи. Також мкіни можна отримати за важливі події. Наприклад, скін «Зоряна Шеллі» для гравців, що зареєструвалися до 1 січня 2019, скін «Рикошет» і безкоштовний бравлер Рико як подарунок з 24 грудня 2019 по 1 січня 2020 року, скін «Король варварів Булл» на честь десятиріччя «Supercell». З 9 червня по 30 липня 2020 року, як подарунок, видавався скін «Червоний дракон Джесі», на честь релізу гри в Китаї. Також, з 24 грудня 2020 по 8 січня 2021, як подарунок, видавали безкоштовний скін «Ретро Брок» усім, хто мав бійця Брока. Так само сталось і на Новий рік 2021 року, тільки вже з Динамайком — скін «Класичний Динамайк». На честь річниці релізу гри в Китаї з 17 червня по 1 липня 2021 став доступним скін «Мегаскриня Дерил».

## Редактор мап
Редактор мап — вкладка, яка з'являється, коли гравець досягнув 1000 трофеїв. У вкладці гравець може створити свою власну мапу і редагувати її. Для того, щоб її створити гравцю потрібно натиснути на кнопку з трьома рисками праворуч зверху і обрати вкладку Редактор мап. В ньому можна обрати такі режими для мапи: Зіткнення, Бравлбол, Пограбування, Гаряча зона, Нокаут, Нагорода. Також там можна обрати чимало предметів. Зверху є кнопка, яка дозволяє ставити предмет горозинтально, вертикально і з усіх боків. Найважливіші речі, які обов'язково мають бути на вашій мапі — спавн і респавн. Після створення мапи ви можете запросити друзів пограти з вами на ній в дружній грі. Також ви можете висунути свою мапу в кандидати і гравці вирішать, чи слід додавати вашу мапу в гру.

## Емоджі
У травні 2020 в гру «Brawl Stars» були додані емоджі. Довгий час вони були не анімовані, до грудня 2020, коли їх почали анімовувати. Потім, кожне оновлення гри «Brawl Stars», стали анімовувати емодзі персонажів, і навіть спеціальні емодзі до чемпіонату світу з «Brawl Stars» 2020. Також, є анімовані емодзі на різні скіни.

## Гіперзаряд
Гіперзаряд — потужна короткочасна здатність, що посилює супербійця, а також такі показники, як швидкість, шкода і щит. Його можна отримати після досягнення 11 рівня бійця, та придбати за 5000 монет.
На даний момент такі персонажі мають гіперзаряд:
- Баз — «Годинник База»;
- Корделіус — «Виконана пітьма»;
- Спраут — «Колючки»;
- Белль — «Магнетизм»;
- Ель Примо — «Гравітаційний стрибок»;
- Бібі — «За межею»;
- Кроу — «Канцелярські ножі»;
- Спайк — «Сезон цвітіння»;
- Міко — «Саундчек»;
- Чарлі — «Паразити»;
- Фенґ — «Удар дракона»;
- Лу — «Льодяна буря»;
- Мейсі — «Після битви»;
- Перл — «Пиріголиз»;
- Колетт — «Я та моя тінь»;
- Едґар — «Вибухова реакція»;
- Джекі — «Сейсмічне явище»;
- Динамайк — «Бумер»;
- Джесі — «Скрапі 2.0»;
- Роза — «Прополка»;
- Булл — «Залізні щелепи»;
- Кольт — «З двох рук»;
- Шеллі — «Двостволка».

## Інше

### Успіх
За перший тиждень, після офіційного релізу гри, вона заробила більше п'яти мільйонів доларів, а сам додаток завантажили більше, ніж 9,5 мільйонів користувачів. Гра зазнала падіння успіху в 2022 році після видалення скринь, багато старих гравців покинули гру. А з падінням яке сталося, прийшла заміна старр дропами які не набули успіху.

### Об'єднання гравців у режимі
Під час бета-релізу виникла проблема: гравці часто (особливо на високих рангах) об'єднувалися у режимі Зіткнення. Кожен, хто крутився персонажем навколо своєї осі, показував свою готовність «стати побратимом у бою»: гравці могли не вбивати один одного, доки вони не задихнуться в отруйному тумані, або не залишуться сам на сам. Це викликало обурення у деяких гравців. Найчастіше такі команди складалися з артилеристів (Барлі і Динамайк), у яких доволі мало здоров'я, та вони завдають багато шкоди. Потім об'єднуватись стали всі персонажі. 24 серпня 2018 року розробники висловилися, що вони проти «тимінгу» та запустили хештег — #StopTheSpin («Перестаньте крутитися») На одній із карт режиму Захоплення кристалів, можна знайти лопату Мортиса, яка лежить біля труни, на якому написано «Spinner» («Спінер»), біля якої також лежать шолом та динаміт Динамайка.
В 2022 році з'являється нове поняття, — це вінтрейд. Його мета полягає в легкому піднятті кубків на одному бравлері за допомогою снайпів. Існують «хати» гравців, котрі обговорюють оформлення бойових карток, пін, котрий вони будуть кидати увесь матч. Також вони обирають сервер певного регіону, де буде легше заснайпитися. Найчастіше такі «хати» знаходяться в дискорді чи телеґрамі. Прийом до них, і до клубу здійснюється за допомогою запрошень, які кидають гравці. Нерідко деякі блогери, задля своїх відео також обговорюють снайп. Але оскільки вінтрейд є порушенням правил, то гравці можуть, хоч і рідко, але отримувати бани на акаунт. Зазвичай строк складає від 31 дня до назавжди.